# Росошанська волость
Росошанська волость — адміністративно-територіальна одиниця Липовецького повіту Київської губернії з центром у містечку Росоша.
Станом на 1886 рік складалася з 5 поселень, 5 сільських громад. Населення — 5511 осіб (2724 чоловічої статі та 2715 — жіночої), 724 дворових господарств.
|                     | Площа, десятин | У тому числі орної, дес. |
| ------------------- | -------------- | ------------------------ |
| Сільських громад    | 5260           | 4243                     |
| Приватної власності | 5271           | 3271                     |
| Іншої власності     | 297            | 223                      |
| Загалом             | 10828          | 7737                     |

Поселення волості:
- Росоша — колишнє власницьке містечко за 7 верст від повітового міста, 1561 особа, 225 дворів, православна церква, школа, постоялий двір, постоялий будинок та 4 водяні млини.
- Олександрівка — колишнє власницьке село, 492 особи, 66 дворів, православна церква, школа та постоялий будинок.
- Богданівка — колишнє власницьке село при річці Соб, 671 особа, 85 дворів, православна церква, школа та постоялий будинок.
- Нападівка — колишнє власницьке село при річці Соб, 1399 осіб, 213 дворів, православна церква, школа та 2 водяних млини.
- Чагів — колишнє власницьке село при струмкові, 965 осіб, 134 двори, православна церква, школа, постоялий будинок, кузня, водяний млин, крупорушка.

Наприкінці ХІХ ст. волость було ліквідовано, територію розділено між Липовецькою (Нападівка, Росоша), Медівською (Олександрівка, Чагів) та Андрушівською (Богданівка) волостями.